# Neuhermsdorf
Neuhermsdorf är en ort som ligger i kommunerna Hermsdorf/Erzgeb. och Altenberg i södra Sachsen, Tyskland vid gränsen till Tjeckien där det tidigare fanns en gränsövergång.